# Fagraea epiphytica
Fagraea epiphytica là một loài thực vật có hoa trong họ Long đởm. Loài này được Elmer mô tả khoa học đầu tiên năm 1915.